# Elful
Elful (denumire originală Elf) este un film de comedie din 2003 regizat de Jon Favreau, după un scenariu de David Berenbaum și cu Will Ferrell, James Caan și Zooey Deschanel în rolurile principale. Acest film a fost lansat în Statele Unite pe 7 noiembrie 2003 și a avut încasări de peste 220,4 milioane dolari în toată lumea. 

## Rezumat
După ce, din greșeală, a făcut mai multe stricăciuni în comunitatea elfilor datorită mărimii sale, un om crescut ca un elf la Polul Nord este trimis la New York în căutarea adevăratei sale identități.

## Distribuția
- Will Ferrell este William "Buddy" Hobbs
- Bob Newhart este Papa Elf
- Ed Asner este Moș Crăciun
- James Caan este Walter Hobbs
- Zooey Deschanel este Jovie
- Mary Steenburgen este Emily Hobbs
- Daniel Tay este Michael Hobbs
- Faizon Love este Gimbel's manager
- Peter Dinklage este Miles Finch
- Amy Sedaris este Deborah "Deb"
- Michael Lerner este Fulton
- Andy Richter este Morris
- Kyle Gass este Eugene
- Artie Lange este Gimbel's Santa
- Leon Redbone (voice) este Leon the Snowman
- Ray Harryhausen (voice) este Polar Bear Cub
- Jon Favreau este Dr. Leonardo "Leo"
- Peter Billingsley (nemenționat) este Elf
- Maurice LaMarche (nemenționat) - the dub of Buddy's belch